# Bandeira de Salvador
A Bandeira da Cidade do Salvador é um símbolo oficial do município brasileiro de Salvador, cidade capital da Bahia. Suas características foram definidas pela Lei Municipal n. 1495, de 24 de julho de 1963, e alteradas pela Lei Municipal n. 7.086, de 11 de setembro de 2006. Sua descrição corresponde a um campo na cor azul real em cujo centro está a figura de uma pomba branca de asas abertas com um ramo de oliveira de três folhas verdes no bico. Todo 29 de março, data comemorativa da fundação de Salvador, a bandeira deve ser hasteada no principal mastro do Prédio do Paço Municipal pelo Prefeito e pelo Presidente da Câmara Municipal.
Esse desenho simboliza esperança e liberdade. Além disso, a figura da ave como símbolo da cidade (presente também no brasão) é anterior à fundação da mesma pelo português Tomé de Sousa. Está retratada no poema épico Caramuru, do religioso Santa Rita Durão, e associa a bandeira ao sinal da pomba da história bíblica do dilúvio e à fertilidade do solo, o que é reforçado pelo lema Sic illa ad arcam reversa est (traduzido do latim para o português como: "assim ela [a pomba] retornou à arca [do profeta Noé]") presente no brasão e selo soteropolitanos. O simbolismo da figura animal também foi associado à crença do Quinto Império envolvendo o sebastianismo e o retorno de Salvador como capital.

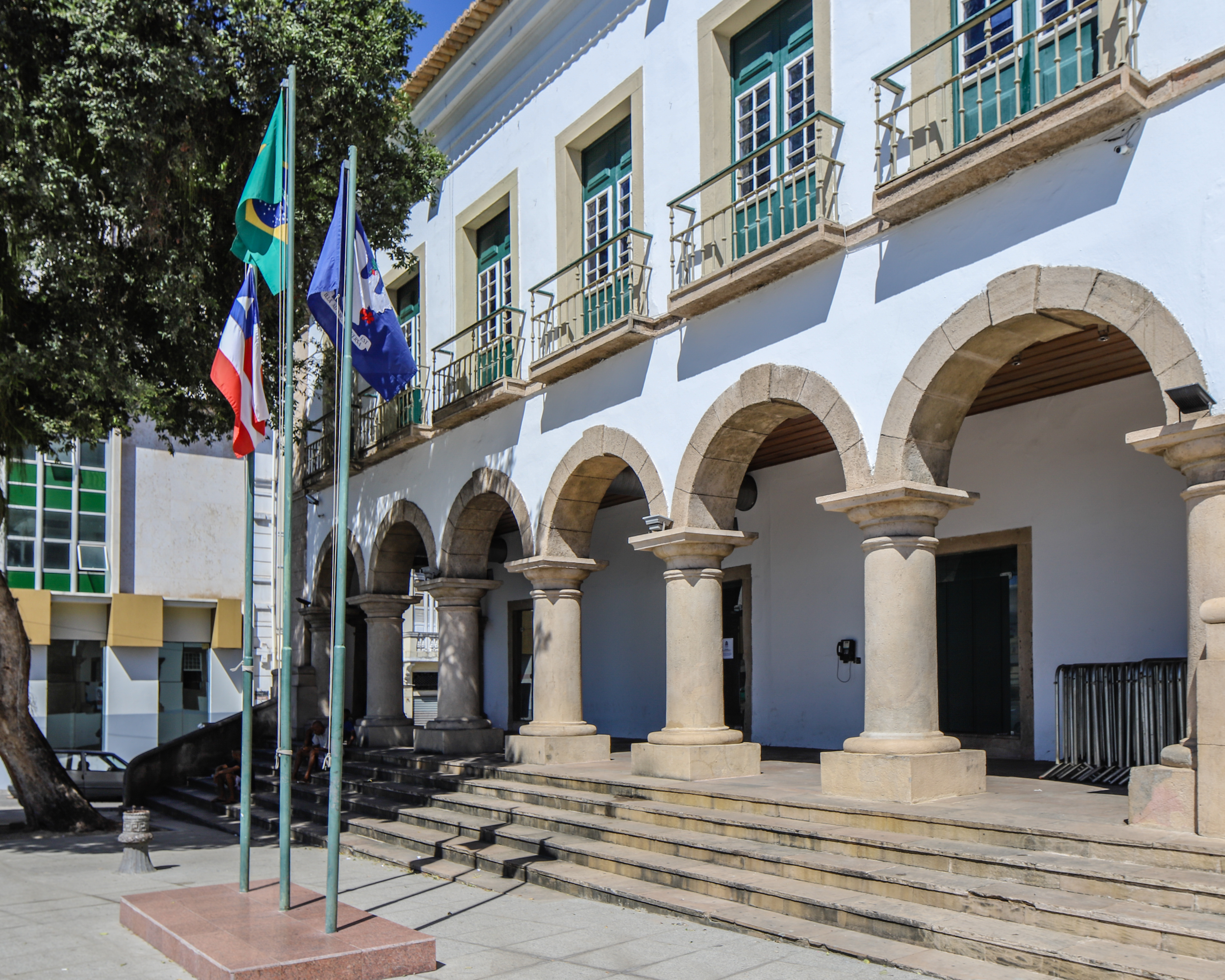
Mastro em frente ao Prédio do Paço para a bandeira municipal e as bandeiras estadual e nacional

Nesse longo período de símbolos para a cidade, várias versões se proliferaram divergindo quanto à presença de um lema latino inscrito, à posição da ave, à presença do ramo de oliveira, ao desenho das patas da pomba, às cores empregadas. Então, as legislações de 1963 e 2006 buscaram a padronização e uniformização da bandeira municipal. No século XIX, a versão em campo verde do escudo oval da cidade com lema latino ao redor foi posta num retângulo verde com losango amarelo, similarmente à bandeira do Império do Brasil. A versão da legislação de 1963 delineava uma figura animal prateada e um campo verde, cor que foi alterada para azul na Lei Municipal n. 1585, de 13 de março de 1964. Já a versão vigente desde 2006 resulta de comissão instituída pela Câmara Municipal de Salvador e formada por historiadores do Museu da Câmara e em consulta à Fundação Gregório de Mattos.
Na entrada do Bairro da Paz pela Avenida Paralela, a bandeira da cidade ficava hasteada ao lado da bandeira do Brasil e de uma bandeira daquele bairro (que correspondia a uma variação da de Salvador).
Desde 2013, a Prefeitura Municipal de Salvador usa um emblema nas cores azul e branca e com a figura da pomba em referência à bandeira e demais símbolos soteropolitanos.